# 45-й укреплённый район
45-й укреплённый район — воинское соединение СССР в Великой Отечественной войне.

## История
Сформирован в Прибалтийском особом военном округе 4 июня 1941 года.
В действующей армии с 22 июня 1941 года по 19 июля 1941 года.
Должен был занимать полосу обороны в районе Виндавы. Официально собственного наименования (Виндавский) так и не получил, поскольку к началу войны только начал строиться как фортификационное сооружение, при этом сапёрные и строительные части округа к строительству не привлекались; полосу укреплённого района готовила, по-видимому для дальнейшего строительства, 67-я стрелковая дивизия
Собственного гарнизона район не имел.
19 июля 1941 года укреплённый район был расформирован.

## Полное название
45-й укреплённый район

## Состав
Только управление

## Подчинение
| Дата            | Фронт (округ)         | Армия             | Корпус (группа) | Примечания |
| --------------- | --------------------- | ----------------- | --------------- | ---------- |
| 22.06.1941 года | Северо-Западный фронт | 11-я армия (СССР) | -               | -          |
| 01.07.1941 года | Северо-Западный фронт | -                 | -               | -          |